# 高倉神社のシブナシガヤ

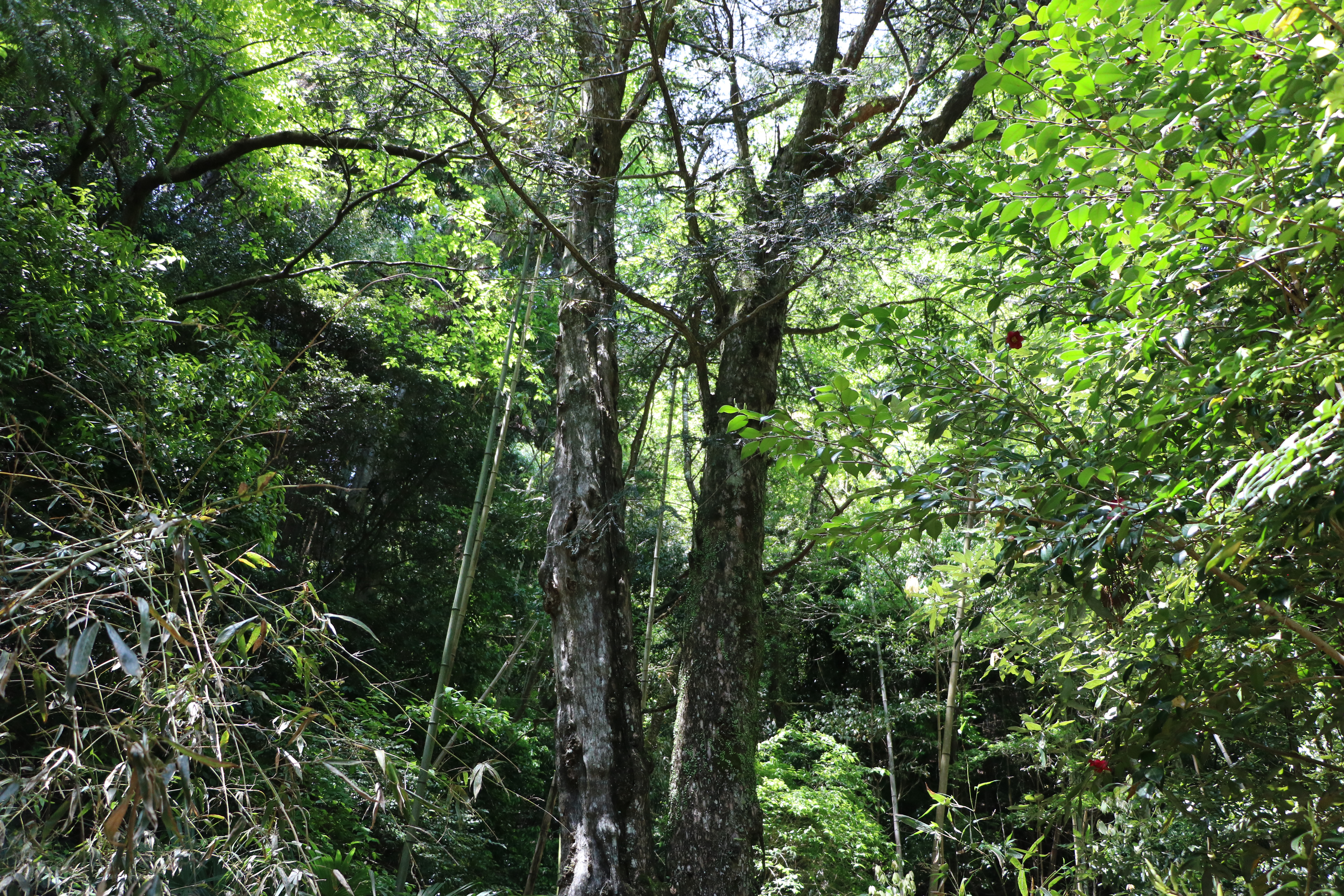
高倉神社のシブナシガヤ。2023年5月10日撮影。

高倉神社のシブナシガヤ（たかくらじんじゃのシブナシガヤ）は、三重県伊賀市西高倉にある国の天然記念物に指定されたシブナシガヤ（渋無榧）である。
カヤ（榧）の変種であるシブナシガヤの種子は通常のカヤの種子と異なり、胚乳全体を囲むように着いている渋皮が全く存在しない、もしくはあっても取れやすいといった特徴があり、乾燥した種子の殻を割ると、中から渋皮のない白い胚乳が直接露出しているため、昔から「蜂の子ガヤ」「白米ガヤ」などと呼ばれ珍重されてきた。
1932年（昭和7年）7月25日に国の天然記念物に指定された。国の天然記念物に指定されたシブナシガヤは、現存するもので本件含め2物件（指定解除された1件を含めても3物件）のみである。

## 解説

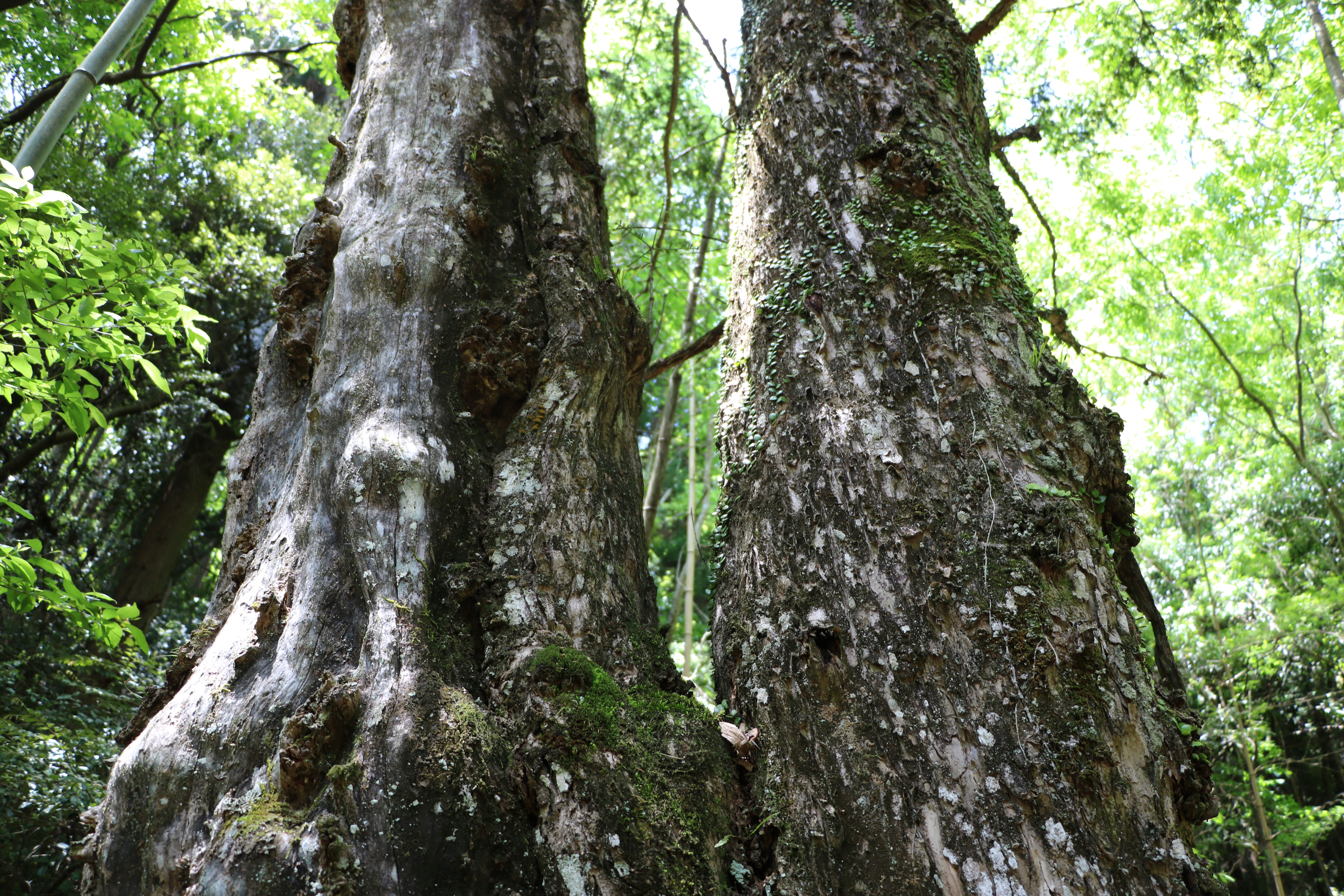
高倉神社のシブナシガヤ。主幹は二岐している。2023年5月10日撮影。

高倉神社のシブナシガヤのある西高倉地区は、三重県中西部の伊賀盆地北西、滋賀県甲賀市との境界にある御斎峠の南東麓に位置しており、シブナシガヤのある高倉神社は、西高倉地区に鎮座する倉庫の神様、高倉下命（たかくらじのみこと）を主祭神とする天正2年（1574年）建立の旧県社、式外社である。
国の天然記念物に指定されたシブナシガヤは、神社入口の鳥居左手側山腹に広がる境内林一角の竹藪の中に生育しており、樹高は約21メートル、根元の周囲は2.5メートルあって、胸の高さ付近の幹囲は305センチメートル、地表高2メートル付近より二岐に分かれ、さらに10メートルほど上部で西側に6本、東側に5本分岐しているが、西側の分岐は腐朽が進んでいる。
伊賀一帯では古くよりカヤの種子の胚乳に多く含まれる油脂から搾り取った植物油を得るため、多くのカヤが植樹されており、高倉神社のシブナシガヤの種子も江戸期には藩主へ献上されていたといい、今日も毎年多数の実を付けている。
高倉神社の境内にはコジイ（ツブラジイ）やサカキの天然林が広がる自然豊かな境内林が残されており、中でもアヤマスズ（スズタケに似たササの一種でアヤマナンブスズともいう）は三重県指定天然記念物に指定されている。境内の一角にはアヤマスズが三重県指定天然記念物であることを示す石碑は設置されているものの、国指定の天然記念物であるシブナシガヤに関しては、それを示す案内板や石碑などはどこにも設置されていない。これは1932年（昭和7年）に国の天然記念物に指定された際、当時の神主や地域氏子らの意向により、あえてシブナシガヤの詳細な所在地を伏せたことによるものという。
国の天然記念物に指定されたカヤは巨樹や変種を含め日本全国に15件あるが、そのうち特徴的な珍しい種子を持つ個体について、林野庁所管の国立研究開発法人森林研究・整備機構の関西育種場（岡山県勝田郡勝央町）では、高倉神社のシブナシガヤを含むヒダリマキガヤ・コツブガヤなどの後継樹が育成されている。
- 高倉神社のシブナシガヤ（三重県伊賀市）
- 果号寺のシブナシガヤ（三重県伊賀市）
- 庫蔵寺のコツブガヤ（三重県鳥羽市）
- 熊野のヒダリマキガヤ（滋賀県蒲生郡日野町）
- 建屋のヒダリマキガヤ（兵庫県養父市）

国の天然記念物に指定された上記5件のカヤを保存種としてクローン収集し、保存・定植している。

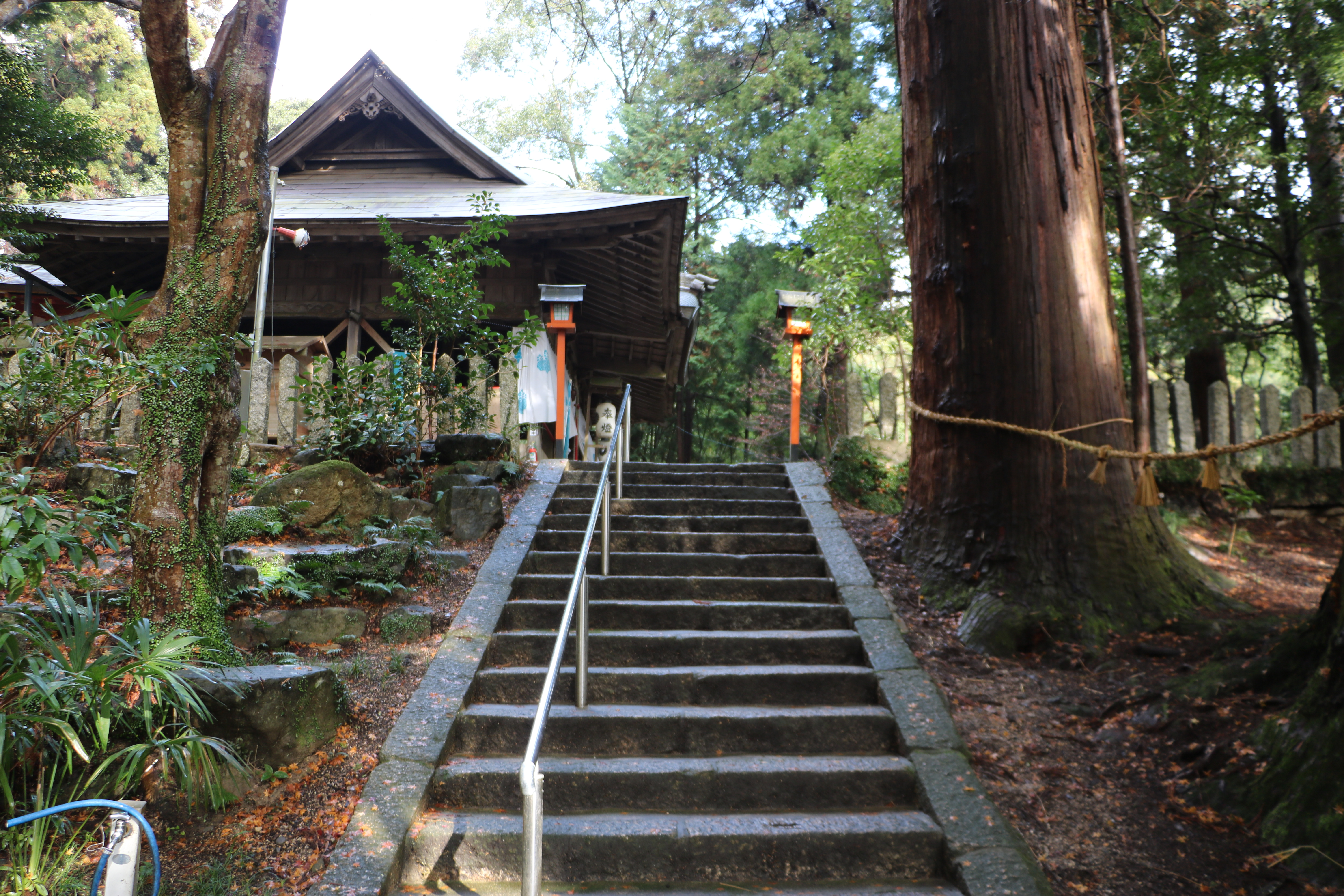
高倉神社境内石段。
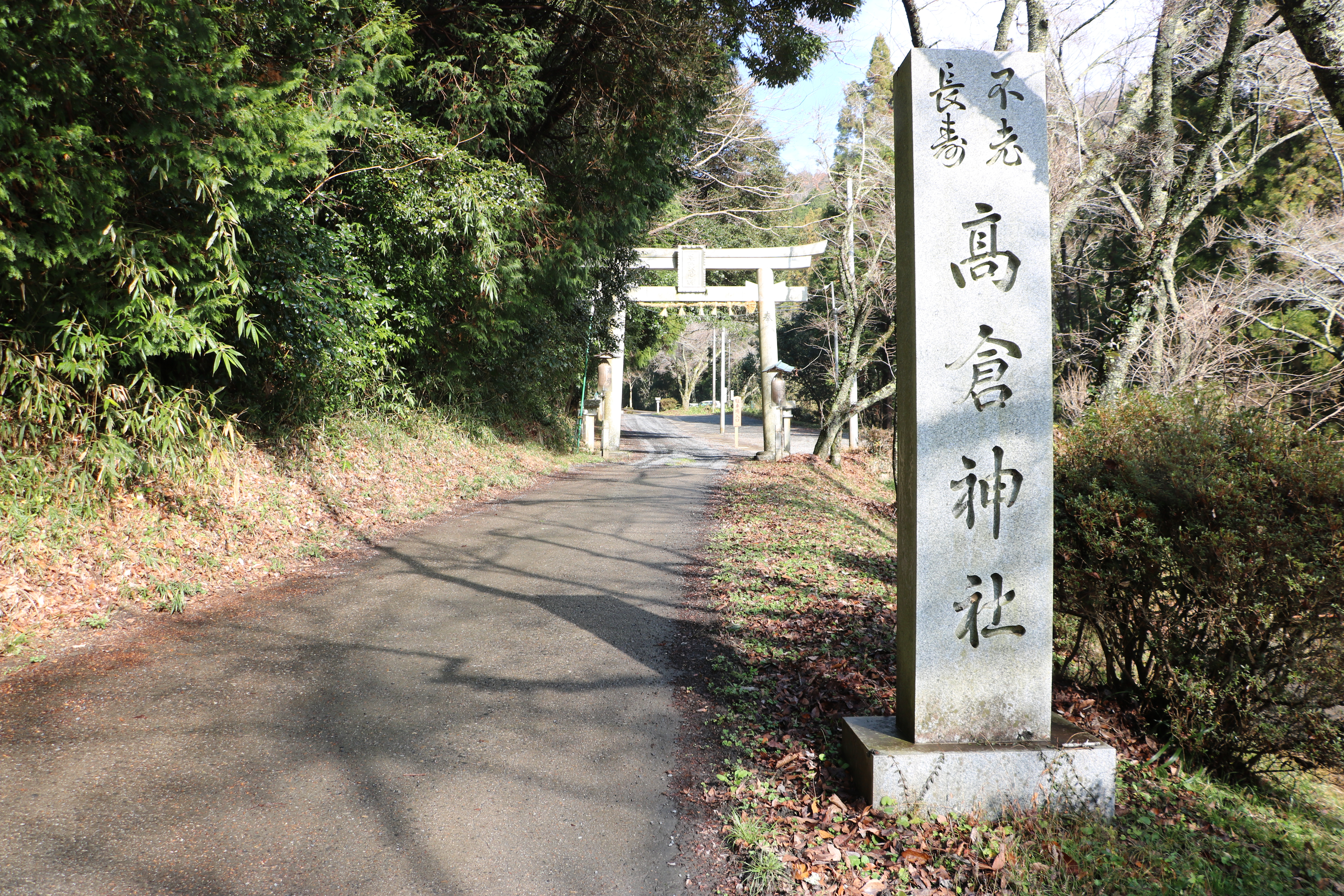
高倉神社鳥居。左手の境内林の中にシブナシガヤが生育している。
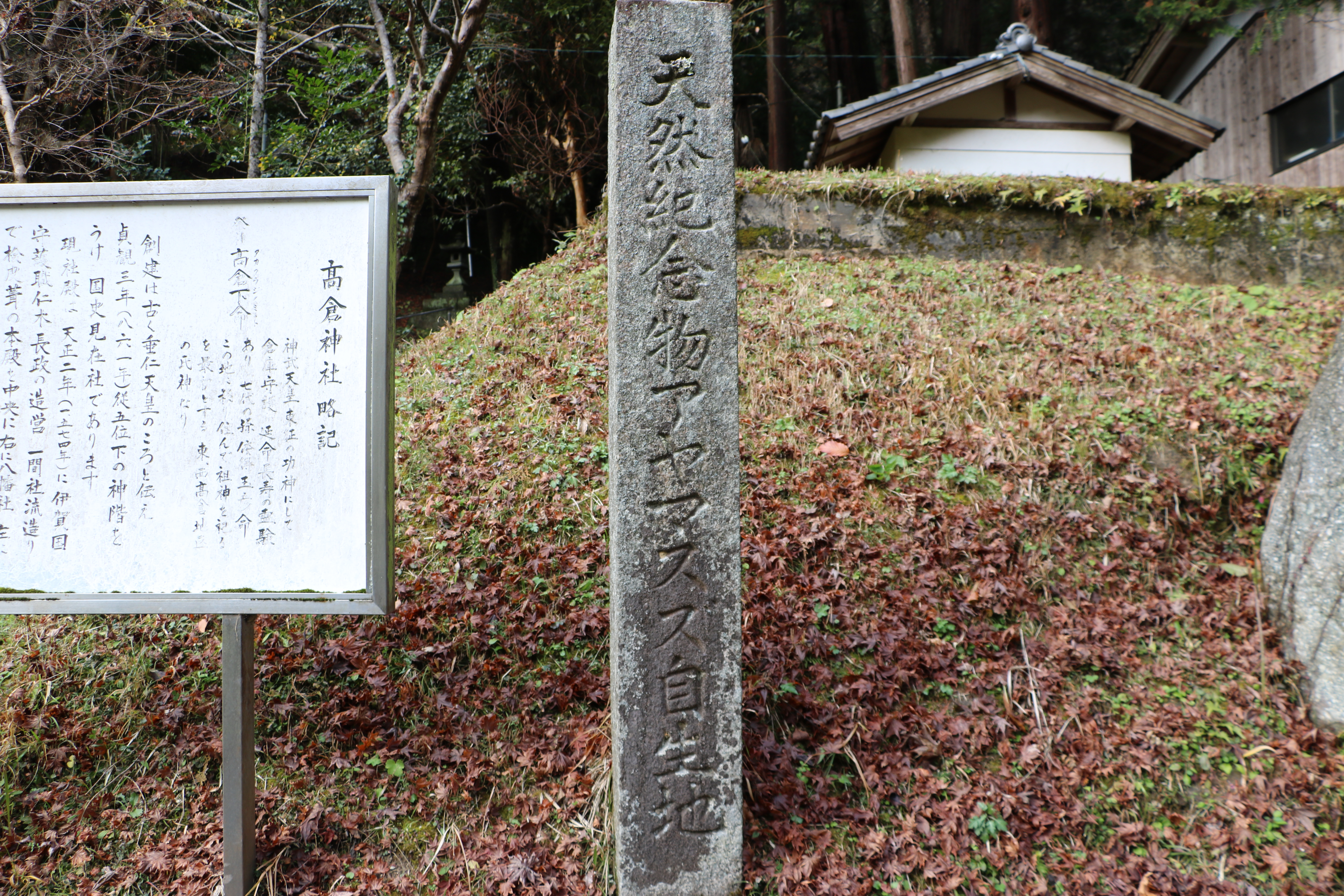
境内にある三重県指定天然記念物「アヤマスズ自生地」の石碑。

## 交通アクセス
所在地
- 三重県伊賀市西高倉1050-2[6]。

交通
- 伊賀鉄道伊賀線上野市駅下車。路線バス三重交通西山・島ヶ原線乗車、鳥居出バス停下車、徒歩約6分[6]。
- 西日本旅客鉄道（JR西日本）関西本線伊賀上野駅から車で10分[6]。
- 名阪国道上野インターチェンジ・大内インターチェンジから車で約10分[6]。